# غابرييل هيغيرل
غابرييل كلاريسا هيغيرل (بالإنجليزية: Gabriele C. Hegerl)‏ (من مواليد 9 يناير 1962) أستاذة علوم نظام المناخ في كلية العلوم الجيولوجية بجامعة إدنبرة، قبل عام 2007 شغلت مناصب بحثية في جامعة تكساس إيه آند إم وفي كلية نيكولاس للبيئة بجامعة ديوك، وخلال تلك الفترة كانت مؤلفة منسقة لتقرير التقييم الرابع والخامس الخاص بـ اللجنة الدولية للتغيرات المناخية (IPCC).

## التعليم
تلقت هيغيرل تعليمها في جامعة لودفيغ ماكسيميليان في ميونيخ حيث حصلت على درجة الدكتوراه في عام 1991 حيث استخدمت أطروحتها حلًا رقميًا لمعادلات نافييه-ستوكس باستخدام شروط حدية.

## البحث والحياة العملية
بحثت هيغيرل في التقلبية الطبيعية للمناخ والتغيرات في المناخ بسبب التغيرات الطبيعية والبشرية في التأثير الإشعاعي (مثل الاحتباس الحراري، والآثار المناخية للانفجارات البركانية والتغيرات في الإشعاع الشمسي)، وقادت هيجرل أيضًا بحثًا معروفًا حول إسناد تغير المناخ الحديث إلى انبعاث الغازات الدفيئة البشرية المنشأ.
قادت دراسة عام 2006 لفحص ا حساسية المناخ، ثم قبلت بشكل شائع على أنها 1.5-4.5 ألف استجابة لمضاعفة CO2 بالغلاف الجوي لمراجعة دراسات الرصد التي تشير إلى أن حساسية المناخ يمكن أن تصل إلى 7.7K أو حتى تتجاوز 9K، باستخدام نمذجة توازن الطاقة للمجموعات الكبيرة لمحاكاة استجابات درجة الحرارة للتغيرات التاريخية في تأثير التأثير الإشعاعي للتغيرات الشمسية والانفجارات البركانية والغازات الدفيئة، ومقارنة ذلك بإعادة البناء المناخي أنتجوا تقديرًا مستقلًا أن حساسية المناخ كانت على الأرجح في النطاق 1.5–6.2 ك، في مقابلة مع صحيفة واشنطن تايمز قالت هيغيرل «إن إعادة البناء لدينا تدعم الكثير من التقلبات في الماضي».
وهي مؤلفة رئيسية منسقة لتقرير التقييم الرابع للهيئة الحكومية الدولية المعنية للتغيرات المناخية لمجموعة العمل الأولى في فصل «فهم تغير المناخ وإسناده». وقد ورد ذكر إعادة إعمارها عام 2006 في الفصل الخاص بـ «المناخ المحلي» لدعم الاستنتاج القائل بأن القرن العشرين كان على الأرجح الأكثر حرارة في نصف الكرة الشمالي لما لا يقل عن 1300 عام.
كانت عضوًا في فريق استعرض عمليات إعادة البناء الأخيرة لسجل درجة الحرارة على مدى 1000 عام الماضية، وفي عام 2007 نشرت عملية إعادة البناء الخاصة بها من وكلاء ووجدت أن الحد الأقصى لدرجة حرارة ما قبل الصناعة في 1000 عام قد تم تجاوزه بشكل كبير من خلال درجات حرارة الآلات الحديثة.

## المنشورات
تشمل منشورات هيغيرل:
- «أنماط حلقية في دوران خارج مداري. الجزء الثاني: الاتجاهات»[18]
- «محاكاة تأثير تغيرات الإشعاع الشمسي على المناخ العالمي مع الدوران العام لجو المحيطات»، بقلم كوباش وفوس وهيغيرل وكرولي - ديناميات المناخ، 1997
- «الكشف عن بصمات الأصابع المتعددة وتحليل الإسناد للغازات الدفيئة، تغير المناخ بسبب الغازات الدفيئة والهباء الجوي والشمس»، بقلم هيغيرل وهاسيلمان، كوباش ومتشيل وروكنر وفوس.
- «الكشف عن تغير المناخ الناجم عن غازات الاحتباس الحراري بطريقة البصمة المثلى».[19]
- «الكشف عن تغير المناخ وإسناد الأسباب»، بقلم ميتشيل وكارولي وهيغيرل وزويرس... - تغير المناخ 2001: الأساس العلمي، 2001
- «تأثير درجات حرارة سطح البحر المحلية على دوران الغلاف الجوي فوق المحيط الأطلسي الاستوائي»[20]
- «في الكشف عن بصمات الأصابع المتعددة وإسناد تغير المناخ القسري للغازات الدفيئة والهباء الجوي»[21]

## التكريمات والجوائز
في عام 2013 تم انتخابها زميلة في الجمعية الملكية لإدنبره (FRSE)، وفي عام 2017 تم انتخابها زميلة في الجمعية الملكية (FRS). في عام 2018 حصلت على دكتوراه فخرية في العلوم من جامعة ليدز.